# Risky Business (álbum)
Risky Business es la quinta banda sonora del grupo alemán de música electrónica Tangerine Dream. Compuesta para la película homónima dirigida en 1983 por Paul Brickman, e interpretada por Tom Cruise y Rebecca De Mornay, fue publicada en 1984 por Virgin Records. Es una de las bandas sonoras más conocidas del grupo e incluye una de las canciones más célebres de su trayectoria, «Love On A Real Train», empleada en la película interactiva Black Mirror: Bandersnatch (2018).
Steven McDonald, en su crítica para AllMusic, destaca positivamente la mezcla de composiciones de Tangerine Dream con temas de otros cantantes y estilos como el rock, blues o funk interpretados por Bob Seger, Jeff Beck, Prince o Muddy Waters: "El tema más destacado es «Love On A Real Train»".

## Producción
Tangerine Dream en 1983 estaba integrado por Edgar Froese, Christopher Franke y Johannes Schmoelling. Para el primer proyecto como director de Paul Brickman compusieron cinco canciones, de aproximadamente 20 minutos de duración, que en ocasiones están claramente vinculadas a canciones previas procedentes de los álbumes Force Majeure (1979) y Exit (1981). Existe una diferencia en duración entre las versiones publicadas en disco de vinilo (42:37 minutos) y disco compacto (45:42).
Sin embargo aunque en la película se incluyen canciones muy conocidas de los años 80 como «Every Breath You Take» de The Police, «Hungry Heart» de Bruce Springsteen o «Swamp» de Talking Heads (en la que se incluye la expresión "Risky Business") no fueron incluidas en la banda sonora discográfica y no han sido incorporadas con posterioridad en sus reediciones.
Con la publicación de esta banda sonora finalizó el contrato que vinculaba a Tangerine Dream con Virgin Records tras diez años de colaboración.

"Dado que Virgin le dio a Tangerine Dream total libertad con respecto a la elección de la música en todo momento fue posible experimentar más allá de todas las fronteras posibles. El objetivo de la música del grupo siempre fue crear sonidos y estructuras que nunca antes se hubieran escuchado. Durante nuestra etapa en Virgin queríamos pintar cuadros surrealistas con instrumentos musicales."
Edgar Froese (1994) 

## Lista de temas
| N.º   | Título                                                                  | Escritor(es)                                         | Duración |  |
| 1.    | «Old Time Rock And Roll» (Interpretada por Bob Seger)                   | George Jackson Tom Jones III                         | 3:19     |  |
| 2.    | «The Dream Is Always The Same» (Interpretada por Tangerine Dream)       | Edgar Froese Christopher Franke Johannes Schmoelling | 3:42     |  |
| 3.    | «No Future (Get Off The Babysitter)» (Interpretada por Tangerine Dream) | Edgar Froese Christopher Franke Johannes Schmoelling | 2:00     |  |
| 4.    | «Guido The Killer Pimp» (Interpretada por Tangerine Dream)              | Edgar Froese Christopher Franke Johannes Schmoelling | 4:18     |  |
| 5.    | «Lana» (Interpretada por Tangerine Dream)                               | Edgar Froese Christopher Franke Johannes Schmoelling | 3:51     |  |
| 6.    | «Mannish Boy (I'm A Man)» (Interpretada por Muddy Waters)               | Ellas McDanield McKinley Morganfield Mel London      | 4:02     |  |
| 7.    | «The Pump» (Interpretada por Jeff Beck)                                 | Simon Phillips Tony Hymas                            | 5:47     |  |
| 8.    | «D.M.S.R.» (Interpretada por Prince)                                    | Prince                                               | 5:05     |  |
| 9.    | «After The Fall» (Interpretada por Journey)                             | Jonathan Cain Steve Perry                            | 4:20     |  |
| 10.   | «In The Air Tonight» (Interpretada por Phil Collins)                    | Phil Collins                                         | 5:27     |  |
| 11.   | «Love On A Real Train» (Interpretada por Tangerine Dream)               | Edgar Froese Christopher Franke Johannes Schmoelling | 3:58     |  |
| 45:42 |                                                                         |                                                      |          |  |

## Personal
- Edgar Froese - teclados, equipo electrónico y guitarra
- Christopher Franke - teclados, sintetizadores y percusión electrónica
- Johannes Schmoelling - teclados y equipo electrónico
- Paul Brickman - compilación y producción
- Jon Avnet - producción
- Greg Fulginti - ingeniería de grabación